# Comuna Ödeshög
Ödeshög (Ödeshögs kommun) este o comună din comitatul Östergötlands län, Suedia, cu o populație de 5.174 locuitori (2013).

## Geografie

### Zone urbane
Lista celor mai mari zone urbane din comună (anul 2015) conform Biroului Central de Statistică al Suediei:
| Nr | Zona urbană | Pop.  |
| -- | ----------- | ----- |
| 1  | Ödeshög     | 2.554 |
| 2  | Hästholmen  | 328   |

## Demografie
| \| Evoluția demografică în comuna Ödeshög, 1970–2015 \| Evoluția demografică în comuna Ödeshög, 1970–2015 \| Evoluția demografică în comuna Ödeshög, 1970–2015 \| Evoluția demografică în comuna Ödeshög, 1970–2015 \| Evoluția demografică în comuna Ödeshög, 1970–2015 \| \| ----------------------------------------------------------------------------------------------------- \| ------------------------------------------------- \| ------------------------------------------------- \| ------------------------------------------------- \| ------------------------------------------------- \| \| An \| \| \| Locuitori \| \| \| 1970 \| 1970 \| \| 6052 \| 6052 \| \| 1975 \| 1975 \| \| 6051 \| 6051 \| \| 1980 \| 1980 \| \| 6228 \| 6228 \| \| 1985 \| 1985 \| \| 6042 \| 6042 \| \| 1990 \| 1990 \| \| 5991 \| 5991 \| \| 1995 \| 1995 \| \| 5900 \| 5900 \| \| 2000 \| 2000 \| \| 5688 \| 5688 \| \| 2005 \| 2005 \| \| 5516 \| 5516 \| \| 2010 \| 2010 \| \| 5284 \| 5284 \| \| 2015 \| 2015 \| \| 5236 \| 5236 \| \| Sursa: SCB - Statistika Centralbyrån, Folkmängd efter region, civilstånd, ålder och kön. År 1968–2016 \| \| \| \| \| |      |  |           |      |
| Evoluția demografică în comuna Ödeshög, 1970–2015 |      |  |           |      |
| An |      |  | Locuitori |      |
| 1970 | 1970 |  | 6052      | 6052 |
| 1975 | 1975 |  | 6051      | 6051 |
| 1980 | 1980 |  | 6228      | 6228 |
| 1985 | 1985 |  | 6042      | 6042 |
| 1990 | 1990 |  | 5991      | 5991 |
| 1995 | 1995 |  | 5900      | 5900 |
| 2000 | 2000 |  | 5688      | 5688 |
| 2005 | 2005 |  | 5516      | 5516 |
| 2010 | 2010 |  | 5284      | 5284 |
| 2015 | 2015 |  | 5236      | 5236 |
| Sursa: SCB - Statistika Centralbyrån, Folkmängd efter region, civilstånd, ålder och kön. År 1968–2016 |      |  |           |      |